# Mitogenom-aktivirane proteinske kinaze
Mitogenom-aktivirane proteinske (MAP) kinaze (EC 2.7.11.24) su serin/treonin-specifične proteinske kinaze koje odgovaraju na ekstracelularne stimuluse (mitogena, osmotskog stresa, toplotnog šoka i proinflamatornih citokina) i regulišu razne ćelijske aktivnosti, kao što je ekspresija gena, mitoza, diferencijacija, proliferacija, i ćelijski opstanak/apoptoza.

## Aktivacija
kinaze se aktiviraju u okviru kaskada proteinskih kinaza zvanih „MAPK kaskade“. Svaki od njih se sastoji od tri enzima, MAP kinaze, MAP kinaze kinaze (MKK, MEK, ili ) i MAP kinaze kinaze kinaze (MKKK, MEKK ili MAP3K) koji se aktiviraju u seriji. MAP3K, koja se aktivira ekstracelularnim stimulusom, fosforiliše MAP2K na njenim serinskim i treoninskim ostacima, a zatim MAP2K aktivira MAP kinaze fosforilacijom njenih serinskih i tirozinskih ostataka (Tyr-185 i Thr-183 ERK2). In vivo i in vitro, fosforilacija tirozina prethodi fosforilaciji treonina, mada do fosforilacije bilo kog ostatka može doći u odsustvu drugog. Fosforilacija oba ostatka, tirozina i treonina, je neophodna za aktivaciju MAP kinaza, i stoga fosfataze koje odstranjuju fosfat sa bilo kojeg od mesta je inaktiviraju.
Signalne kaskade MAP kinaza su u znatnoj meri bile očuvane tokom evolucije od kvasca do sisara. Ove kaskade prenose informacije do efektora, koordiniraju dolazne informacije sa drugih signalnih puteva, pojačavaju signale, i omogućavaju širok niz responsa. One odgovaraju na različite stimuluse fosforilacijom citoplazmatičnih komponenti i nuklearnih transkripcionih faktora u zavisnosti od ćelijskog konteksta. Do umanjenog prenosa signala kroz puteve MAP kinaza može doći usled defosforilacije serin/treoninskim fosfatazama, tirozinskim fosfatazama, ili fosfatazama dualne-specifičnosti, kao putem povratnih inhibitornih mehanizma koji obuhvataju fosforilaciju uzvodnih kinaza. Lekovi koji selektivno prigušuju MAP kinazne kaskade mogu da budu korisni terapeutski agensi u kontroli malignih bolesti.

## Literatura
- Nicholas C. Price; Lewis Stevens (1999). Fundamentals of Enzymology: The Cell and Molecular Biology of Catalytic Proteins (Third изд.). USA: Oxford University Press. ISBN 019850229X.
- Eric J. Toone (2006). Advances in Enzymology and Related Areas of Molecular Biology, Protein Evolution (Volume 75 изд.). Wiley-Interscience. ISBN 0471205036.
- Branden C; Tooze J. Introduction to Protein Structure. New York, NY: Garland Publishing. ISBN 0-8153-2305-0.
- Irwin H. Segel. Enzyme Kinetics: Behavior and Analysis of Rapid Equilibrium and Steady-State Enzyme Systems (Book 44 изд.). Wiley Classics Library. ISBN 0471303097.
- William P. Jencks (1987). Catalysis in Chemistry and Enzymology. Dover Publications. ISBN 0486654605.

1. ↑  Pearson G, Robinson F, Beers Gibson T, Xu BE, Karandikar M, Berman K, Cobb MH (2001). „Mitogen-activated protein (MAP) kinase pathways: regulation and physiological functions”. Endocr. Rev. 22 (2): 153—83. PMID 11294822. doi:10.1210/er.22.2.153.
2. ↑  
Rossomando AJ, Payne DM, Weber MJ, Sturgill TW (1989). „Evidence that pp42, a major tyrosine kinase target protein, is a mitogen-activated serine/threonine protein kinase”. Proc Natl Acad Sci USA. 86 (18): 6940—3. PMC 297966 . PMID 2550926. doi:10.1073/pnas.86.18.6940.
3. ↑  
Bonni A, Brunet A, West AE, Datta SR, Takasu MA, Greenberg ME (1999). „Cell survival promoted by the Ras-MAPK signaling pathway by transcription-dependent and -independent mechanisms”. Science. 286 (5443): 1358—62. PMID 10558990. doi:10.1126/science.286.5443.1358.
4. ↑  
Chadee DN, Yuasa T, Kyriakis JM (2002). „Direct activation of mitogen-activated protein kinase kinase kinase MEKK1 by the Ste20p homologue GCK and the adapter protein TRAF2”. Mol. Cell. Biol. 22 (3): 737—49. PMC 133545 . PMID 11784851. doi:10.1128/MCB.22.3.737-749.2002.
5. ↑  Chang L, Karin M (2001). „Mammalian MAP kinase signaling cascades”. Nature. 410 (6824): 37—40. PMID 11242034. doi:10.1038/35065000.
6. ↑  
Chen YR, Tan TH (2000). „The c-Jun N-terminal kinase pathway and apoptotic signaling (review)”. Int. J. Oncol. 16 (4): 651—62. PMID 10717232.
7. ↑  
Hazzalin CA, Mahadevan LC (2002). „MAPK-regulated transcription: a continuously variable gene switch?”. Nat. Rev. Mol. Cell Biol. 3 (1): 30—40. PMID 11823796. doi:10.1038/nrm715.
8. ↑  
Kato Y, Kravchenko VV, Tapping RI, Han J, Ulevitch RJ, Lee JD (1997). „BMK1/ERK5 regulates serum-induced early gene expression through transcription factor MEF2C”. EMBO J. 16 (23): 7054—66. PMC 1170308 . PMID 9384584. doi:10.1093/emboj/16.23.7054.
9. ↑  
Kiefer F, Tibbles LA, Anafi M, Janssen A, Zanke BW, Lassam N, Pawson T, Woodgett JR, Iscove NN (1996). „HPK1, a hematopoietic protein kinase activating the SAPK/JNK pathway”. EMBO J. 15 (24): 7013—25. PMC 452527 . PMID 9003777.
10. ↑  
Pearson G, English JM, White MA, Cobb MH (2001). „ERK5 and ERK2 cooperate to regulate NF-kappaB and cell transformation”. J. Biol. Chem. 276 (11): 7927—31. PMID 11118448. doi:10.1074/jbc.M009764200.
11. ↑  
Weston CR, Lambright DG, Davis RJ (2002). „Signal transduction. MAP kinase signaling specificity”. Science. 296 (5577): 2345—7. PMID 12089430. doi:10.1126/science.1073344.

## Spoljašnje veze
- Tabla imena
- kaskada
- Mitogen-Activated+Protein+Kinases на 
- Kaskada mitogenom-aktiviranih proteinskih kinaza